# Andrej Chržanovskij
Andrej Jur'evič Chržanovskij, in russo Андрей Юрьевич Хржановский? (Mosca, 30 novembre 1939), è un regista sovietico, dal 1991 russo.

## Biografia
Si laurea nel 1962 presso l'Istituto VGIK di Mosca. Quattro anni dopo realizza la sua opera prima, Qui visse Kozyavin (Žil-byl Kozjavin), un cortometraggio animato che riflette già lo stile surrealista dell'autore, con evidenti richiami alle tele di Giorgio De Chirico. 
Nel 1968 dirige L’armonica di vetro (Stekljannaja garmonika), che non sarà mai distribuito in Unione Sovietica.
Nel 1993 fonda a Mosca, con Fëdor Chitruk, Eduard Nazarov e Jurij Norštejn, la scuola e studio di animazione SHAR.
A livello mediatico, ottiene numerosi riconoscimenti internazionali per Poltory komnaty, ili Sentimental'noe putešestvie na rodinu, vincitore del Mar del Plata Film Festival.
Nel 2011 viene premiato come Artista del popolo della Federazione Russa.
Nel 2020 il lungometraggio Il naso, o la cospirazione degli anticonformisti (Nos ili zagovor netakich) partecipa al Festival internazionale del film d'animazione di Annecy, guadagnandosi il Premio della Giuria.

## Filmografia parziale

### Regista
- Qui visse Kozyavin (Жил-был Козявин, Žil-byl Kozjavin) (1966)
- L’armonica di vetro (Стеклянная гармоника, Stekljannaja garmonika) (1968)
- La farfalla (Бабочка, Babochka) (1972)
- La colazione del re (Королевский бутерброд, Korolevskij buterbrod) (1985)
- Poltora kota (2003)
- Poltory komnaty, ili Sentimental'noe putešestvie na rodinu (2009)
- Il naso o la cospirazione degli anticonformisti (Нос, или Заговор не таких, Nos ili Zagovor ne takich) (2020)